# Еліза Уга
Еліза Уга (італ. Elisa Uga, нар. 27 лютого 1968, Верчеллі, Італія) — італійська фехтувальниця на шпагах, срібна призерка Олімпійських ігор 1996 року.

## Виступи на Олімпіадах
| Олімпіада    | Дисципліна          | Місце |
| ------------ | ------------------- | ----- |
| Атланта 1996 | індивідуальна шпага | 14    |
| Атланта 1996 | командна шпага      | 2     |